# Ricardo Cohen
Ricardo Cohen, más conocido como Rocambole (Buenos Aires, 12 de mayo de 1943), es un artista plástico, diseñador gráfico y profesor de Bellas Artes argentino. A fines de los años 1960 fue uno de los fundadores de La Cofradía de la Flor Solar, un emprendimiento musical llevado a cabo en la ciudad de La Plata. Bajo el seudónimo de «Rocambole» fue el creador de la parte gráfica de Patricio Rey y sus Redonditos de Ricota, realizando el arte de tapa de todos los discos, afiches y entradas de la banda. Además fue el encargado de dibujar el logo de las últimas 5 ediciones del Festival Cosquín Rock.
Su seudónimo proviene de un folletín francés publicado a finales del siglo XIX que se llamaba "Las hazañas de Rocambole" y que Cohen leía cuando era niño.

## Biografía
Nació en Parque Patricios (Buenos Aires), pero desde pequeño reside en la ciudad de La Plata. Entre 1961 y 1963 estudió serigrafía. En 1964 ingresa a la Escuela Superior de Bellas Artes de la Universidad Nacional de La Plata.
En 1967 expone por primera vez en Buenos Aires, en la galería Van Riel y, este es también el año en que, presionado por la intervención puesta en Bellas Artes por la dictadura de entonces organiza una deserción en masa y, con otros estudiantes abandona la escuela para formar una institución paralela. Esto hace lugar a la creación de La Cofradía de la Flor Solar. Diseña la identidad visual y la portada del LP de la Cofradía.
En 1973 regresa a la ya Facultad de Bellas Artes y egresa en 1975. Al año siguiente viaja a Brasil donde logra publicar ilustraciones e historietas en algunos medios gráficos.
En 1978 realiza las primeras ilustraciones y ambientaciones para promover las presentaciones de Patricio Rey y sus Redonditos de Ricota, a partir de ese momento diseña todas las portadas de sus discos, afiches, escenografías, videos y todo lo que atañe a su identidad visual. Entre 1980 y 1983 publica ilustraciones e historietas en medios de Buenos Aires y en 1984 entra en la facultad de Bellas Artes como docente en la enseñanza de Dibujo en las áreas de Diseño, Plástica y Cine de Animación.
En 1996 junto a diseñadores egresados de la Facultad de Bellas Artes de la Plata, Juán Manuel Moreno y Silvio Reyes, funda el Estudio Cybergraph DCA aplicándose al arte digital y al diseño animado. El grupo recibe el premio ACE al "Mejor diseño de portada para disco" en 1997, por "Luzbelito".
Realizó además algunos diseños de portada para músicos de la talla de Frank Zappa (Zappa En La Radio (Zappa On The Radio), 1997, CD), La Cofradía de la Flor Solar (Kofrádica), Miguel Cantilo (De amores y pasiones), los disco homónimos de Estelares y Claudio Gabis, Charly García, Skay Beilinson, Attaque 77, etc.
En 2004 obtiene el premio “Rock & pop" por la mejor cubierta para disco/album en 40 años de rock nacional. En 2005 integra el grupo “Raices” con quienes proyecta el monumento conceptual “Arbol”, en homenaje a militantes políticos desaparecidos durante la última dictadura cívico-militar (1976—1983) del Barrio La Loma, el cual es instalado en la Plaza Alberti de la Ciudad de La Plata.
Ha realizado clips animados para proyectar en conciertos de rock y videoclips para algunos grupos como Los Redondos y El otro yo. En 2008 realiza la secuencia de animación para la película La cámara oscura (2008), de María Victoria Menis.
Ha dictado cursos de ilustración en diversas instituciones oficiales y privadas, y también ha participado en muestras colectivas y ha recorrido el interior del país con numerosas muestras individuales. Desde 2005 hasta 2019 se desempeñó como Vicedecano de la Facultad de Bellas Artes de la Universidad Nacional de La Plata. Actualmente es Prosecretario de Arte y Cultura de la Universidad Nacional de La Plata (UNLP).